# میدلبری (حوزه سرشماری)، ورمانت
میدلبری (به انگلیسی: Middlebury) یک منطقهٔ مسکونی در ایالات متحده آمریکا است که در میدلبری، ورمانت واقع شده‌است. میدلبری ۳۶٫۵ کیلومتر مربع مساحت و ۶٬۵۸۸ نفر جمعیت دارد و ۱۲۳ متر بالاتر از سطح دریا واقع شده‌است.